# Microloxiini
De Microloxiini zijn een geslachtengroep van vlinders in de familie van de spanners (Geometridae).

## Geslachten
- Acidaliastis Hampson, 1896
- Acidromodes Hausmann, 1996
- Acollesis Warren, 1898
- Adicocrita Prout, 1930
- Allochlorodes Prout, 1917
- Allochrostes Prout, 1912
- Archichlora Warren, 1898
- Argyrographa Prout, 1912
- Bathycolpodes Prout, 1912
- Berta Walker, 1863
- Blechroneromia Prout, 1925
- Cacochloris Prout, 1912
- Cancellalata Fletcher D. S., 1956
- Centrochria Gaede, 1917
- Cheroscelis Prout, 1912
- Chlorodrepana Warren, 1899
- Chlorosterrha Prout, 1912
- Collesis Warren, 1897
- Conchyliodes Prout, 1930
- Ctenoberta Prout, 1915
- Dargeia Herbulot, 1977
- Dichroma Westwood, 1841
- Doloma Prout, 1922
- Dolosis Prout, 1912
- Dryochlora Fletcher D. S., 1979
- Dyschlorodes Herbulot, 1966
- Epigelasma Prout, 1930
- Gelasmodes Prout, 1915
- Hemidromodes Rothschild, 1915
- Heterocrita Warren, 1901
- Hierochthonia Prout, 1912
- Hyalinometra Herbulot, 1972
- Hydatopsis Herbulot, 1968
- Hypocoela Warren, 1897
- Hypsometra Aurivillius, 1910
- Klinzigidia Herbulot, 1982
- Lambornia Prout, 1912
- Lasiochlora Warren, 1894
- Lathochlora Warren, 1900
- Leptocolpia Prout, 1922
- Leucaniodes Prout, 1922
- Luashia Debauche, 1941
- Metallochlora Warren, 1896
- Microloxia Warren, 1893
- Mimaplasta Herbulot, 1993
- Mirifica Fletcher D. S., 1956
- Mixocera Warren, 1901
- Nothoterpna Warren, 1909
- Omphacodes Warren, 1897
- Oneiliana Prout, 1922
- Onychora Meyrick, 1892
- Paragathia Warren, 1902
- Paraprasina Warren, 1897
- Perithalera Prout, 1912
- Prosomphax Warren, 1911
- Pseudhemithea Bastelberger, 1909
- Pulchralata Fletcher D. S., 1956
- Ramopteryx Karisch, 2001
- Rhadinomphax Prout, 1912
- Rhodesia Warren, 1905
- Synclysmus Butler, 1879
- Syncollesis Prout, 1930
- Syndromodes Warren, 1897
- Thelycera Prout, 1912
- Tropicollesis Prout, 1930
- Xanthodura Butler, 1880
- Xenochroma Warren, 1902